# مولد التربسين
مُوَلِّدُ الترِبْسِين أو مولد التريبسين أو تربسينوجن أو تربسينوجين (بالإنجليزية: Trypsinogen)‏ هي الصيغة غير النشطة من إنزيم التربسن أو ما يسمى زيموجين أو مولد للإنزيم الذي يتم إنتاجها في البنكرياس ضمن العصارة البنكرياسية إلى جانب كيموتريبسينوجن وأميلاز و الليباز ثم تنقل إلى الإثنا عشر في الأمعاء الدقيقة حيث يتم تفعيلها لتصبح إنزيم التربسن الذي يساهم في هضم البروتينات التي يكتسبها الجسم من خلال الطعام.

## روابط خارجية
- Trypsinogen في المكتبة الوطنية الأمريكية للطب نظام فهرسة المواضيع الطبية (MeSH).